# 山形市立商業高等学校
山形市立商業高等学校（やまがたしりつ しょうぎょうこうとうがっこう、英: Yamagata Civic Commercial High School）は、山形県山形市あかねヶ丘にある市立商業高等学校。1918年（大正7年）創立で、県内唯一の市立高。文部科学省スーパーイングリッシュランゲージハイスクール（SELHi）に指定されている。

## 概要
「総合ビジネス科」「経済科」「国際コミュニケーション科」の3学科があり、日商簿記検定など各種検定の取得に強く就職率も高いが、卒業後は約半数が大学に進学。指定校推薦なども多数あり、経済科の進学率は約90%（将来目標100%）。“高いレベルで就職も進学もできる商業高校”として関係者から高い評価を得ているといい、学校として「日本一の商業高校をめざす！」としている。
略称は「山形商業」、「山商」（やましょう）。山形市近辺では「商業」とも呼ばれている。
また、校舎などを約105億円の総事業費をかけPFI方式で全面改築。食堂と図書館を一体的に活用する「ラーニング・コモンズ」（多目的）も設置される。

## 沿革

### 年表
- 1918年（大正7年） - 4月1日、甲種商業学校「市立山形商業学校」として設置認可[4]
- 1924年 - 6月27日、十日町より小荷駄町に移転
- 1944年（昭和19年） - 3月31日、「市立山形工業学校」に転換。市立山形工芸学校を併置
- 1946年 - 3月31日、市立山形工芸学校廃校
- 1948年 - 3月10日、学制改革により新制高校「市立山形商業高等学校」設置
- 1951年 - 3月31日、市立山形商業高等学校廃校。4月1日、市立山形商業高等学校と市立山形女子商業高等学校を統合し、新たに「山形市立商業高等学校」を設置
- 1960年 - 9月27日、財団法人長谷川学事奨励基金設立
- 1975年 - 4月21日、小荷駄町よりあかねヶ丘に移転
- 2004年（平成16年） - 文部科学省よりSELHi（スーパーイングリッシュランゲージハイスクール）に指定[5]

## 基礎データ

### 交通アクセス

#### 鉄道
- JR山形線・仙山線・左沢線山形駅より徒歩約20分

### 校章
- 校章：マーキュリー

### 校訓
- 校訓：輸誠（ゆせい）

## 授業

### 設置学科
- 総合ビジネス科

2年次からのコース制となっており、流通ビジネスコース、情報ビジネスコース、会計ビジネスコースに分かれる。流通ビジネスコースは全商商業経済検定1級、情報ビジネスコースは全商情報処理検定1級（ビジネス情報部門）、会計ビジネスコースは全商簿記検定1級をそれぞれ2年次の冬期に取得することを目標としている。（ただし選択したコースに関係なく、他の検定種目もそれに関する選択科目の授業を受けたり自主学習をしたりすることなどによって自由に取得することができる）
- 経済科
- 国際コミュニケーション科

### その他
高等学校必履修科目未履修問題で、日本史もしくは地理と倫理の授業を政治経済に割り当てている、大学への推薦書類で未履修科目に成績をつけている、などの履修不足が問題化した。

## 部活動
部活動では、女子バスケットボール部が2011年（平成23年）ウィンターカップ準優勝、女子バレーボール部の春の高校バレー出場のほか、レスリング部が全国有数の強さを誇り、好結果を残している。
- 運動部
  - 硬式野球部、男子ソフトテニス部、男子バスケットボール部、男子卓球部、サッカー部、女子ソフトテニス部、女子バスケットボール部、女子卓球部、スキー部 男子バレーボール部、男子器械体操部、男子剣道部、レスリング部、女子バレーボール部、女子器械体操部、女子剣道部、男子陸上競技部、男子バドミントン部、ソフトボール部、女子陸上競技部、女子バドミントン部
- 文化部
  - 文芸部、新聞部、英語部、書道部、茶道部、美術部、演劇部、タイピング部、家庭部、吹奏楽部、簿記部、コンピュータ部、放送部、ボランティア部、ハーモニカバンド部、産業調査部
- 同好会、その他
  - 華道愛好会、応援団

## 友好校
- 吉林第二高級中学（ 中国吉林省吉林市）

2001年9月 友好校締結

## 主な卒業生

### バスケットボール
- 大沼美咲 - バスケットボール選手
- 大沼美琴 - バスケットボール選手
- 加藤臨 - バスケットボール選手
- 長南真由美 - バスケットボール選手
- 仲野由真 - バスケットボール選手
- 高田静 - バスケットボール選手

### バレーボール
- 佐藤澪 - バレーボール選手
- 佐藤円 - バレーボール選手
- 高橋みゆき - バレーボール選手

### 経済
- 大沼義之助 - 千代寿虎屋酒造会長
- 熊谷眞一 - シベール創業者
- 山澤進 - ヤマザワ会長

### 文化
- 國井誠海 - 書家、産経国際書会最高顧問
- 山川元 - 映画監督

### 芸能
- 朝倉さや - シンガーソングライター[6]
- 峯田和伸 - 歌手グループ銀杏BOYZメンバ
- 村井守 - 歌手グループ銀杏BOYZ元メンバー
- 藤木まり - 元歌手、元タレント

### その他
- 市川昭男 - 元山形市長
- 笹原正三 - 日本オリンピック委員会（JOC）元副会長。メルボルン五輪金メダリスト（アマチュアレスリング選手）
- 佐藤永志 - 元プロサッカー選手
- 吉田篤志 - プロサッカー選手

### ゆかりの人物
- 長谷川吉郎 - 両羽銀行（現・山形銀行）頭取。本校の創立時、土地・建物を寄贈した[1]

### 歴代校長
| 代 | 氏名       | 期間       | 期間       |
| -- | ---------- | ---------- | ---------- |
| 1  | 渡辺徳太郎 | 1918.4.30  | 1933.9.30  |
| 2  | 住登勝蔵   | 1933.11.27 | 1941.12.27 |
| 3  | 川村平七   | 1942.2.21  | 1944.2.3   |
| 4  | 今田実     | 1944.3.31  | 1946.3.31  |
| 5  | 矢部一郎   | 1946.4.1   | 1948.11.4  |
| 6  | 岩掘庄作   | 1949.2.28  | 1952.3.31  |
| 7  | 関原吉雄   | 1952.4.1   | 1956.3.31  |
| 8  | 金森一平   | 1956.4.1   | 1961.3.31  |
| 9  | 中山二郎   | 1961.5.16  | 1964.3.31  |
| 10 | 庄司徳治   | 1964.4.1   | 1964.8.31  |
| 11 | 遠藤修平   | 1964.9.1   | 1971.3.1   |
| 12 | 田口勝海   | 1971.4.1   | 1973.3.31  |
| 13 | 高山法彦   | 1973.4.1   | 1977.3.31  |
| 14 | 軽部晋四郎 | 1977.4.1   | 1978.3.31  |
| 15 | 後藤孝夫   | 1978.4.1   | 1982.3.31  |
| 16 | 高橋秀     | 1982.4.1   | 1985.3.31  |
| 17 | 大内和雄   | 1985.4.1   | 1987.3.31  |
| 18 | 西塚常弥   | 1987.4.1   | 1993.3.31  |
| 19 | 山口隆司   | 1993.4.1   | 1995.3.31  |
| 20 | 田口健一   | 1995.4.1   | 1997.3.31  |
| 21 | 庄司昌弘   | 1997.4.1   | 2000.3.31  |
| 22 | 濱田卓良   | 2000.4.1   | 2003.3.31  |
| 23 | 角川信一郎 | 2003.4.1   | 2006.3.31  |
| 24 | 相馬周一郎 | 2006.4.1   | 2008.3.31  |
| 25 | 今野清     | 2008.4.1   | 2012.3.31  |
| 26 | 武田悟     | 2012.4.1   | 2014.3.31  |
| 27 | 小川秀人   | 2014.4.1   | 2017.3.31  |
| 28 | 井関滋夫   | 2017.4.1   | 2019.3.31  |
| 29 | 小林勝喜   | 2019.4.1   | 2024.3.31  |
| 30 | 地主佳子   | 2024.4.1   | 現在       |